# 戊搭烯
戊搭烯化学式为C8H6，是一种二环反芳香性有机化合物，其分子式为C8H6，由二个五元环两两相并而成。戊搭烯的阴离子可以与两个锂离子作用而使其稳定性增强。